# Kvártélyház

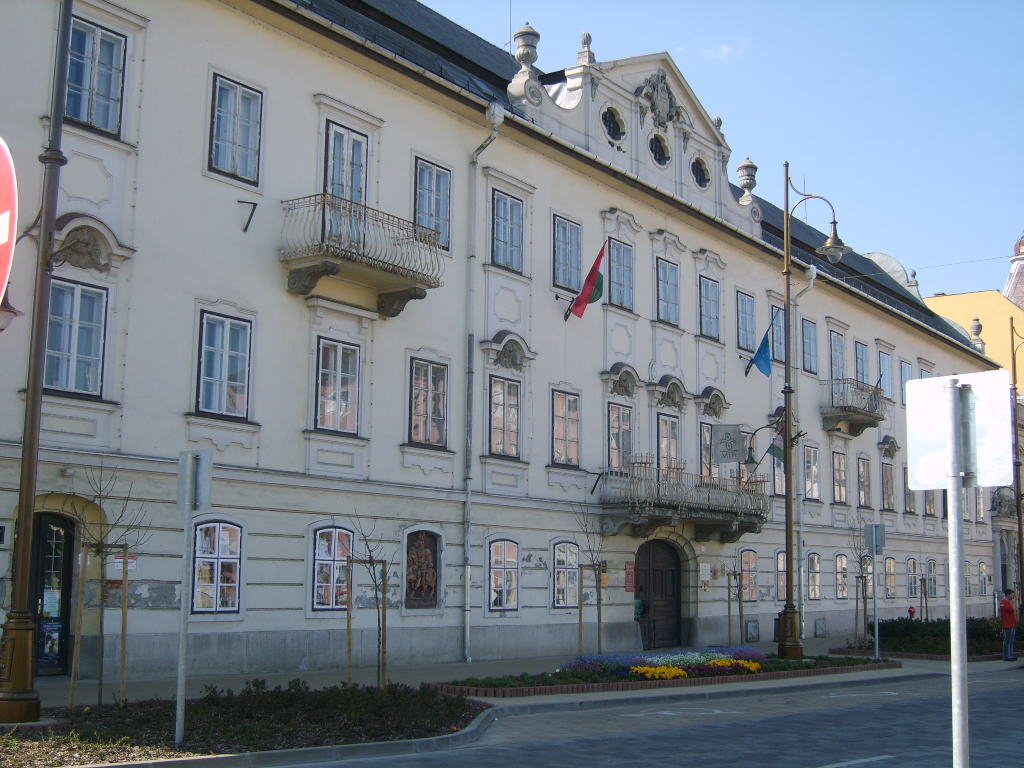
A Kvártélyház

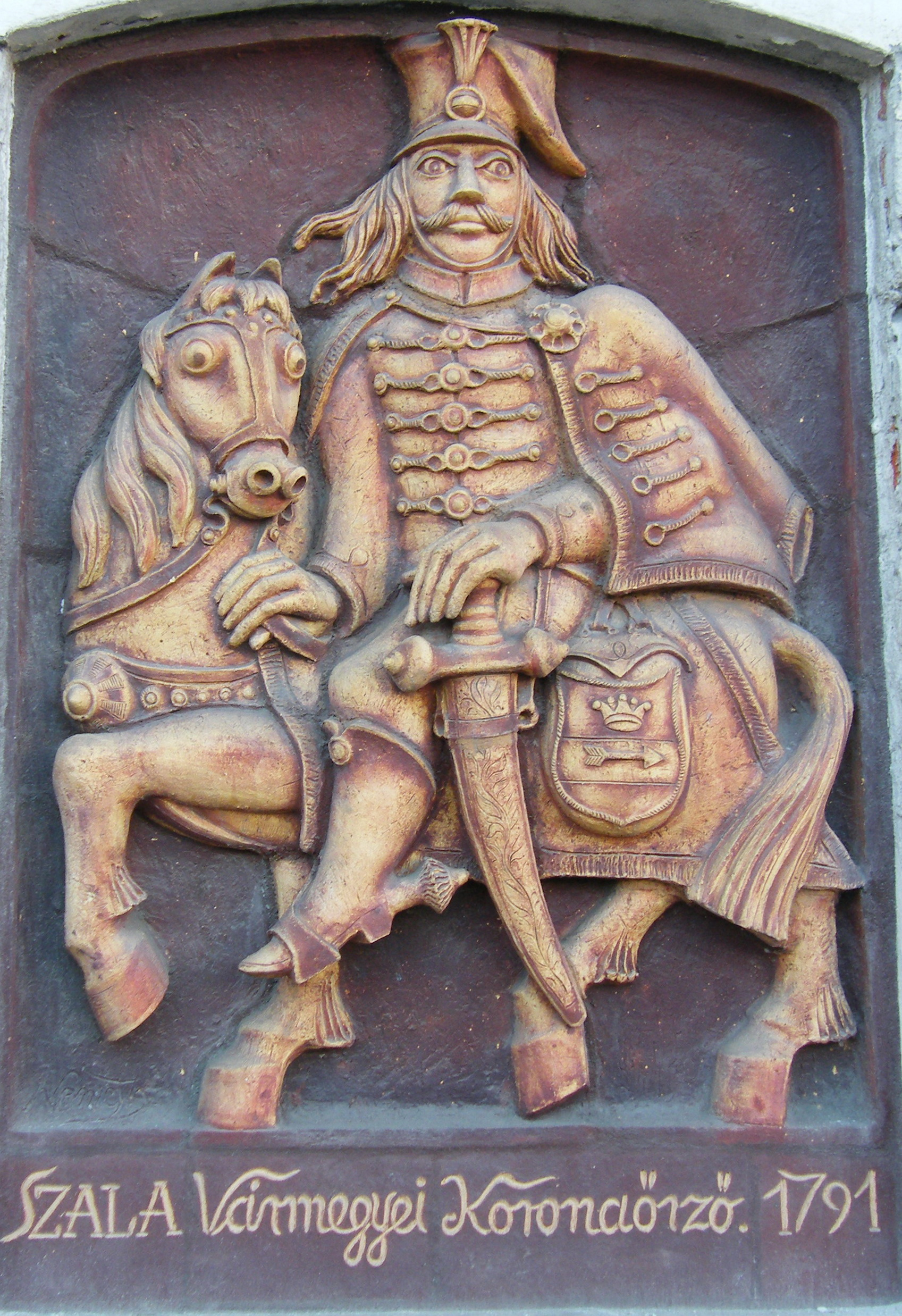
Németh János Szala vármegyei koronaőrző című műve a Kvártélyház utcafrontján.

A zalaegerszegi Kvártélyház Mária Terézia rendeletére az átvonuló katonák szálláshelyéül 1765-ben épült. A XVIII. sz. végén a megyei tisztviselők szolgálati lakása, egy ideig patika is volt. Valószínűleg a 19. század közepén egy szintet ráépítettek. Az udvar hátsó részén lévő szárny 1872 körüli, neoklasszicista nagytermét 1891-ben alakították ki. 
Ma ez a terem Zalaegerszeg városi közgyűlési terme, falait Csány László, Deák Ferenc és Zrínyi Miklós nagyméretű képei díszítik. 
1928-ban Kotsis Iván tervei alapján a második emelettel bővült, akkor épült a nyugati neobarokk homlokzat és az erkély is. A timpanonban a vármegye címerét helyezték el. Az 1960-as évek elejéig nyomda működött az épületben, a járási rendszer megszüntetéséig a Járási Tanács székháza volt, ma hivataloknak ad otthont.
Földszinti részén két relief található, az egyik Béres János munkája gróf Széchenyi István születésének kétszázadik évfordulójára, 1991-ben felavatott dombormű. A másik egy koronaőr lovaskatonát ábrázol tarsolyán a megyecímerrel, felirata: Szala vármegyei koronaőrző 1791, ami Németh János kerámiája.
A Kvártélyház udvara számos alkalommal adott otthont kulturális rendezvényeknek. Az első ilyen az 1860-as évekre datálható.
Legjelentősebbek a Zenélő Udvar (1980–1983),  az Udvarok Fesztivál (2000–2001). 2007 óta Kvártélyház Szabadtéri Színház néven teátrum várja a publikumot a nyári estéken.

## Külső hivatkozások
- http://www.kvartelyhaz.hu
- http://www.egerszegfesztival.hu
- http://www.mindenkiegerszegre.hu Archiválva 2015. június 15-i dátummal a Wayback Machine-ben
- zalaegerszeg.hu: Kvártélyház
- Kulturális rendezvények a kvártélyház udvarán
- A Kvártélyház a Vendégvárón